# Боровиковський Олександр Львович
Олекса́ндр Льво́вич Боровико́вський (*26 листопада, Полтава 1844 — †3 грудня 1905) — судовий діяч Російської імперії, спеціаліст з цивільного права і процесу, таємний радник, відомий також як український фольклорист. Закінчив Харківський університет.

## Біографія
Син письменника та етнографа Левка Івановича Боровиковського. Родом з Полтавщини. Закінчив юридичний факультет Харківського Імператорського університету й був залишений при кафедрі історії російського права. З 1868 р. розпочав роботу в адвокатурі на посаді присяжного повіреного в Харкові, де познайомився з юристом Анатолієм Коні. Після призначення А. Коні прокурором Санкт-Петербурзького окружного суду перейшов разом з ним на посаду товаришем прокурора. В 1874 р. повернувся в адвокатуру, тепер вже в Санкт-Петербурзі. 1887—94 — приват-доцент Новоросійського університету в Одесі. З 1894 р. повторно переведений в Санкт-Петербург на посаду помічника статс-секретаря Державної ради. В 1895 р. призначений обер-прокурором громадянського касаційного департаменту Сенату, а в 1899 р. — його сенатором. 
Головні твори Боровиковського: «Закони цивільні…» (12-е вид., 1909); «Звіт судді» (в 3 т., 1891—94), в якому розглядаються й теоретичні питання цивільного права і процесу.
Як фольклорист Боровиковський в праці «Жіноча доля за малоросійськими піснями» (1867) показав тяжке становище жінки-селянки. Боровиковський — автор поезій російською мовою.